# Finn Sanomat
Finn Sanomat var en politiskt obunden sverigefinsk tidning.
Tidningen startades i december 1974 i Göteborg och utkom fem gånger i veckan. I Göteborgsregionen fanns då 50 000 finska invandrare. År 1978 började tidningen erhålla presstöd, men i början av 1982 försattes tidningen i konkurs. Icke desto mindre övertogs Finn Sanomat av redaktionen och fortsatte fram till början av 1985. Då utkom den en dag i veckan.